# Affaire Daval
L'affaire Daval, également appelée affaire Alexia Daval, ou plus rarement affaire Jonathann Daval est une affaire criminelle française concernant le meurtre d'Alexia Fouillot, épouse Daval, domiciliée à Gray-la-Ville en Haute-Saône. Le corps partiellement calciné de la victime est retrouvé dans les environs le 30 octobre 2017, deux jours après le signalement de sa disparition.
Après avoir pleuré publiquement la mort de son épouse aux côtés de ses beaux-parents lors d'une marche silencieuse, Jonathann Daval est rapidement interpellé et placé en garde à vue. Il avoue avoir tué sa femme « accidentellement » avant de se rétracter et d'accuser son beau-frère d'avoir commis le meurtre dans le contexte d'un complot familial. Après plusieurs mois de dénégations, puis de fausses accusations contre son beau-frère, Jonathann Daval avoue son crime et reconnaît avoir tenté d'incendier le corps de sa victime.
L'instruction de l'affaire est close en novembre 2019. Un procès très commenté par l'ensemble des médias nationaux s'ouvre le lundi 16 novembre 2020 et se conclut le 21 novembre, par la condamnation de Jonathann Daval à vingt-cinq ans de réclusion criminelle, sans période de sûreté supplémentaire.

## Contexte

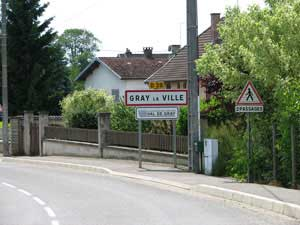
Une des entrées de Gray-la-Ville, commune où le couple résidait.

Alexia Fouillot est née le 18 février 1988 à Gray (Haute-Saône) ; elle a une sœur ainée, Stéphanie. Ses parents tiennent un bar PMU à Gray, ville où sa mère est conseillère municipale. Elle obtient un master en sciences de l'éducation puis devient employée de banque au Crédit mutuel,.
Jonathan (dit Jonathann) Daval est né le 16 janvier 1984, a grandi à Velet (Haute-Saône), et a quatre frères et deux sœurs. Son père, ouvrier d'usine, meurt d'un accident cardiaque lorsqu'il a 13 ans, et sa mère est nourrice. Celle-ci a ensuite un enfant avec un homme qui travaille dans le bâtiment. Après une scolarité « tout à fait normale », Jonathann Daval obtient un BTS en informatique et est embauché à 22 ans dans une société de conseils et de maintenance informatique.
En 2004, Alexia Fouillot, lycéenne âgée de 16 ans, fait la rencontre de Jonathann Daval, étudiant âgé de 20 ans,. Selon les proches du couple, il s'agit pour chacun d'eux de leur première relation amoureuse. Ils se marient onze ans plus tard le 18 juillet 2015 à la mairie de Gray. C'est la mère d'Alexia, conseillère municipale de la ville, qui les unit officiellement. Puis ils effectuent un voyage de noces dans les îles du Pacifique. Les époux emménagent à Gray-la-Ville, dans une maison ayant appartenu aux grands-parents d'Alexia, qu'ils rénovent.
Les deux époux son sportifs : Jonathann Daval a longtemps pratiqué le football et Alexia est une « excellente nageuse », et les deux ont une passion commune pour la course à pied.
Avant ses aveux, Jonathann Daval est décrit par un proche comme quelqu'un de « taiseux, très timide mais gentil », « profondément dévoué aux autres ». Selon ses collègues et la direction de l'entreprise où il travaille, c'est un garçon « très apprécié » de la clientèle qui « donne entière satisfaction ». Ses beaux-parents le considèrent « comme [leur] fils », souhaitant à « tout le monde d'avoir un gendre comme Jonathann ».

## Les faits
Dans la matinée du 28 octobre 2017, selon les dires de son mari Jonathann, Alexia Daval a quitté le domicile conjugal de Gray-la-Ville (commune voisine de Gray) en tenue de sport : elle serait « partie faire un jogging vers 9 h ». Le matin des faits, Jonathann Daval se rend sur son lieu de travail à 10 h 45 pour dépanner une imprimante « souriant, comme d'habitude (…) ne laissant rien paraître », dira son employeur. Après l'avoir recherchée en voiture avec Grégory Gay, le beau-frère d'Alexia, sur son parcours de course habituel, Jonathann Daval appelle sa femme sur son portable. Les deux hommes vont ensuite aux urgences puis à la gendarmerie signaler la disparition de la jeune femme vers 12 h 30 : Jonathann y affirme qu'Alexia n'a pas réapparu depuis qu'elle a quitté son domicile dans la matinée ; des recherches de la disparue sont aussitôt engagées. Deux jours plus tard, son cadavre est retrouvé en partie calciné et dissimulé sous des branchages dans un bois à Esmoulins, commune proche de Gray-la-Ville et de Gray, dans le bois de la Vaivre.
Le procureur de la République de Vesoul, Emmanuel Dupic, ouvre alors une information judiciaire pour meurtre dont les investigations sont confiées à la section de recherches de Besançon. D'après l'autopsie pratiquée au CHU de Besançon par le professeur Antoine Tracqui, chef du service de médecine légale, il apparait qu'Alexia Daval a été frappée et étranglée à mains nues.
L'affaire, qui fait alors écho à plusieurs meurtres de joggeuses commis en France depuis les années 2000, est relayée d'emblée par les médias et provoque une vive émotion sur le plan national. Elle crée un début de panique dans la région, en particulier chez les promeneurs, randonneurs et autres sportifs de plein air, nombreux dans le secteur où Alexia courait. Par ailleurs, de nombreux riverains connaissent ses parents, très engagés dans la vie de la commune. Des centaines de personnes participent aux différents hommages rendus à la victime,, notamment le 5 novembre lors d'une « marche blanche » organisée à Gray,,, qui réunit 8 000 à 10 000 personnes,.
Des proches d'Alexia prennent la parole à l'issue de la marche silencieuse. Stéphanie Fouillot décrit sa sœur comme une « jolie jeune femme indépendante et brillante, au caractère affirmé ». Sa mère souhaite adresser un « message de liberté à tous et toutes. Nous sommes particulièrement touchés par toutes les courses organisées. Face à de tels événements, nous devons continuer à vivre et à vivre le plus normalement possible », évoquant sa fille comme une « jeune femme rayonnante ». Son père remercie la foule et les réseaux sociaux pour la « véritable vague de compassion et d'empathie qui va droit au cœur de nos deux familles. Nous n'avons pas pu répondre à tous les messages mais tous nous ont particulièrement touchés » et qu'il a une « pensée aussi pour Maëlys, cette petite fille qui n'a pas été retrouvée. Nous nous mettons à la place des parents ».
Le discours de Jonathann Daval est particulièrement remarqué. En pleurs, entouré de ses beaux-parents, le mari d'Alexia déclare : « mon épouse et moi partagions la même soif de liberté à travers nos activités sportives », ajoutant qu'elle « était ma première supportrice, mon oxygène, la force qui me poussait à me surpasser lors de mes challenges physiques ». Il conclut en disant « la force de notre couple nous faisait nous dépasser dans nos sorties et notre vie commune. Cette plénitude me manquera terriblement ». Les médias soulignent à l'époque l'émotion et le chagrin exprimés par le mari de la victime,,.

## Enquête
Quoique les gendarmes aient rapidement porté leurs soupçons sur le mari de la victime, ce n'est qu'au bout de trois mois d'investigations qu'ils se sont clairement orientés vers ce dernier grâce à un nouveau témoignage, fourni par un des voisins du couple. Ce témoin affirme avoir entendu et vu de sa fenêtre le véhicule professionnel de Jonathann Daval quitter la maison du couple dans la nuit précédant la disparition. Jonathann Daval devient alors le principal suspect, car il a toujours nié avoir utilisé ce véhicule, ce qui est également contredit par l'analyse du système GPS intégré de cette voiture confirmant un déplacement cette nuit-là ; en outre, les experts découvrent que les traces de pneus retrouvées près du corps correspondent à celles de cette voiture. Son interpellation a lieu le 29 janvier 2018,,,. Les parents d'Alexia sont alors convaincus de l'innocence de leur gendre qu'ils croient victime d'une erreur judiciaire.
Au bout de 30 heures de garde à vue, Jonathann Daval avoue, le 30 janvier 2018, avoir étranglé son épouse « par accident ». À l'issue des 48 heures de garde à vue, il est mis en examen pour « meurtre sur conjoint » et incarcéré,,,,.

### Relation du couple et défense de Jonathann Daval
L'analyse du téléphone d'Alexia Daval permet la découverte d'échanges SMS assez violents envers son mari. La personnalité « écrasante » d'Alexia sur son mari devient un point de la défense du suspect,,. Depuis plusieurs années, le couple tentait sans succès d'avoir un enfant. Ce désir se heurtait à des problèmes d'infertilité chez Alexia et d'impuissance sexuelle chez son époux. Durant l'été 2017, Alexia Daval était finalement tombée enceinte mais elle avait ensuite fait une fausse couche, ce dont elle avait beaucoup souffert. Son époux avait semblé moins expansif qu'elle lors de l'annonce de sa grossesse et était absent lors des rendez-vous médicaux : a posteriori, sa belle-famille s'est demandé si le désir d'enfant était réellement partagé au sein du couple Daval. Pendant le procès, la sœur d'Alexia se dit convaincue que Jonathann ne voulait au fond pas d'enfant car « l'enfant » au sein du couple, c'était lui.
Au sujet du projet d'enfant du couple Daval, les SMS retrouvés par les enquêteurs manifestent une pression et des humiliations exercées en continu par Alexia sur son mari, Alexia considérant Jonathann comme responsable de l'infertilité du couple et lui reprochant leurs échecs de manière très agressive. L'enquête révèle qu'elle utilisait — parfois en sa présence — des sextoys pour le « remplacer » lorsqu'il ne parvenait pas à avoir d'érection, et qu'elle lui reprochait de n'être « pas un homme ». Jonathann Daval vivait très mal cette situation, et faisait parfois « exprès de rentrer tard » pour ne pas être confronté à sa femme. Les amis des époux Daval ignoraient l'étendue des problèmes d'Alexia et Jonathann, qui renvoyaient l'image d'un couple idéal.
Interrogé au sujet des tensions entre les époux Daval, Randall Schwerdorffer, avocat de Jonathann, dit qu'Alexia lui avait écrit des mots comme : « T'es impuissant, tu bandes pas, t'es une merde ». Pour éclairer son propos, il va jusqu'à exposer une analogie entre Alexia et sa propre femme, une « dominante », « écrasante », qui « fait des concessions à sa liberté si elle estime que ça le mérite ». L'avocat affirme que « la réalité du dossier c'est que Jonathann subissait des violences. C'est un sujet tabou, les violences physiques et morales faites aux hommes. On a toujours l'impression que ce n'est pas possible et que c'est un artifice de défense. Les jurés apprécieront ». Randall Schwerdorffer déclare également que le traitement contre l'infertilité que suivait Alexia Daval, et qu'elle supportait mal, aurait pu être la cause chez elle d'un comportement violent.
Selon la version du mari, au retour d'un dîner raclette en famille chez les parents d'Alexia, une dispute aurait éclaté et dégénéré. Alexia aurait demandé à son mari d'avoir un rapport sexuel et, face à son refus, se serait mise violemment en colère. Jonathann aurait alors tenté de maîtriser son épouse et perdu le contrôle,.

### Première demande de remise en liberté, refusée
Le 1er octobre 2018, Jonathann Daval dépose une demande de remise en liberté. L'informaticien nie désormais avoir tué son épouse et évoque un « complot familial » alors que les parents d'Alexia, leur fille Stéphanie, et leur gendre Grégory demandent une confrontation immédiate avec lui. Le 15 octobre 2018, sa demande de mise en liberté est rejetée, principalement pour sa sécurité,.

### ADN et autres éléments trouvés sur les lieux
Quatre jours après ce refus, le dernier rapport d'expertise scientifique réfute sa défense en confirmant que seul son ADN est retrouvé sur le corps de la victime,,.
Le 22 octobre 2018, il est révélé qu'une bombe aérosol sans bouchon est découverte au domicile du couple, alors qu'un capuchon est retrouvé près du corps partiellement calciné d'Alexia ; de plus, des traces de sperme sont détectées sur le short de la victime,,.
Le 26 novembre 2018, l'un des avocats de Jonathann confirme qu'un document de deux pages écrit par celui-ci dix jours après la mort de son épouse, supposé décrire le déroulement du jour de la disparition de la jeune femme, est retrouvé dans l'ordinateur de l'intéressé. Il est entendu le jeudi 29 novembre par le magistrat instructeur. À partir du 7 décembre, il est confronté d’une part aux parents d'Alexia, Isabelle et Jean-Pierre Fouillot, et d'autre part à son beau-frère Grégory Gay et à son épouse Stéphanie, sœur d'Alexia, qui se sont constitués parties civiles,,,.
Le 27 novembre 2018, la presse révèle qu'un fragment d'ADN est retrouvé dans le coffre de la voiture professionnelle du suspect qui aurait servi à transporter le corps. Il s'agit d'un cheveu de Martine Henry, la mère de Jonathann. Ce rapprochement pourrait conduire les enquêteurs à de nouvelles investigations,,,. Cet élément, qui figurait dans le dossier, aurait été relevé par son beau-frère, Grégory Gay.
Dès le lendemain, Martine Henry réagit sur BFM TV : elle nie formellement être montée dans cette voiture, surtout dans le coffre. Pour elle, s'il s'agit bien d'un de ses cheveux, cela ne peut être que par « transmission », de par la volatilité naturelle d'un cheveu. Elle a pu perdre ce cheveu en serrant son fils, en l'embrassant, il s'est sûrement posé sur ses vêtements. D'ailleurs, elle nie une quelconque complicité, et réaffirme qu'en aucun cas elle n'est impliquée dans cette affaire. Elle ajoute même : « Je pense que Grégory a fait ça pour déstabiliser Jonathann »,. Ce même 28 novembre, des éléments concernant les résultats de l'autopsie se retrouvent inopinément dans la presse : ils révèlent qu'Alexia prenait des médicaments et des substances (dont certaines interdites) depuis plusieurs mois et que des traces sont découvertes dans son corps par les médecins légistes. Randall Schwerdorffer, avocat de Jonathann Daval, réagit en condamnant l'attitude des parties civiles qui, selon lui, voudraient en conclure que son client tentait d'empoisonner son épouse,,.
Le 11 décembre 2019, la presse indique que la famille d'Alexia a demandé un complément d'information sur un possible empoisonnement, avec notamment une analyse des relevés bancaires du couple pour savoir qui aurait acheté les médicaments. Les trois molécules retrouvées dans le corps de la victime — du zolpidem (un hypnotique qui a les effets d'un somnifère), du tétrazépam (un décontractant musculaire qui n'est plus légal depuis 2013) et du tramadol (un antalgique opiacé) — semblent d'après les analyses être ingérées régulièrement pendant près d'un an avant la mort de la victime, avec une augmentation nette sur les derniers mois. Cette donnée est incompatible selon la famille avec les précautions que prenait Alexia, qui souhaitait avoir un enfant,,. La famille pense donc qu'Alexia pourrait avoir été victime de ce qu'elle appelle une « soumission chimique » dirigée par Jonathann, qui dissimulerait des éléments à ce sujet,,. Grégory Gay, le beau-frère de Jonathann, estime même que celui-ci est responsable de l'empoisonnement d'Alexia. À la suite de ces révélations, Schwerdorffer, avocat de l'accusé, déclare qu'il n'existe aucun élément n'accréditant l'assassinat, la préméditation ou l'empoisonnement, et que l'automédication est une explication possible. Le procureur de Vesoul, Emmanuel Dupic, ayant un avis similaire à celui de Schwerdorffer, rejette la demande d'actes complémentaires formulée par la famille d'Alexia Fouillot. Il estime que les causes du décès d'Alexia sont connues et souligne qu'il y a déjà deux expertises au dossier relatives aux médicaments ingérés par la victime. La décision finale eu égard à cette demande d'investigations complémentaires revient toutefois à la juge d'instruction.

### Confrontation de Jonathann avec sa belle-famille, aveux
Le 7 décembre 2018, Jonathann est de nouveau confronté aux membres de sa belle-famille, mais cette fois-ci un par un. Jean-Marc Florand, l'avocat des parents d'Alexia, déclare que cette confrontation est « un tournant décisif, sans doute la dernière occasion de connaître la vérité »,,,. À l'issue de ce nouvel interrogatoire, les avocats de Jonathann vont « très certainement » demander au magistrat qu'un transport judiciaire soit organisé à l’endroit où le cadavre en partie calciné d'Alexia est découvert, le 30 octobre 2017,,.
Au terme de cette longue journée de confrontations voulue par l'avocat clermontois de Grégory Gay avec les quatre membres de sa belle-famille organisée au tribunal de grande instance de Besançon, le procureur de la République annonce un énième rebondissement dans cette affaire : après avoir maintenu sa dernière version des faits toute la matinée face à son beau-frère et sa belle-sœur, Jonathann Daval finit par craquer dans l'après-midi lorsque sa belle-mère Isabelle Fouillot lui montre une photo d'Alexia avec leur chat Happy. Il s'est alors effondré, sortant de son déni pour avouer qu'il est bien le meurtrier de sa femme. À l'issue de ces face-à-face difficiles, la mère de la victime se dit soulagée pour toute la famille.
De nouvelles auditions de Jonathann Daval par le juge sont programmées, afin qu'il s'explique sur le moment où le corps d'Alexia Daval a été brûlé, sur les traces de trois médicaments dont certains interdits dans le corps de la victime, sur les traces de coups, notamment au niveau du visage, et enfin sur les « crises de démence soudaines » de la victime, dont il est le seul à rapporter l'existence. En plus de ces interrogations, une reconstitution des faits de la soirée du 27 au 28 octobre lors de laquelle Alexia est tuée s'organise, et deux nouvelles expertises psychologique et psychiatrique sont menées pour tenter de mieux cerner la personnalité du mis en examen.
Le 30 janvier 2019, Daval, entouré de ses avocats, est entendu par le juge d'instruction dans la plus grande discrétion afin de livrer les circonstances exactes du décès de sa femme. Il s'est expliqué jusque-là très précisément sur le déroulement, mais sans reconnaître la crémation du corps d'Alexia,,.

### Cambriolage de la maison du couple Daval
Le 3 mars 2019, le procureur de la République de Vesoul annonce que la maison du couple Daval à Gray-la-Ville en Haute-Saône, inoccupée depuis l'arrestation de Jonathann, a été « cambriolée »,,,.
Le 5 mars 2019, Jonathann, accompagné d'un de ses avocats, est conduit à son domicile pour des constatations sans lien avec le cambriolage récent. Lors de la fouille de la maison, Jonathann Daval fait remarquer la disparition d'objets sexuels appartenant à Alexia : un « rose classique » et « des boules de geisha argentées »,,. Cette fouille met en évidence la disparition d'autres objets symboliques : l'alliance de son épouse, un album de mariage, un caméscope.
Étienne Manteaux, procureur de la République du parquet de Besançon, déclare que Jonathann livre une version assez détaillée du déroulement des faits, et le juge veut confronter certains éléments des faits à la configuration des lieux. Jonathann coopère avec la justice et répond aux demandes du magistrat instructeur. C'est la première étape de collaboration du prévenu avant la reconstitution de juin 2019,,,.

### Reconstitution et aveux définitifs
Une reconstitution, dont un enjeu est de savoir qui a mis le feu au corps,, est organisée le 17 juin 2019 à l'ancien domicile de Gray-la-Ville des époux Daval, puis dans le bois où le corps de la jeune femme a été retrouvé,,,. Au cours de celle-ci, qui débute à 5 heures du matin afin de reproduire peu ou prou les conditions nocturnes du meurtre, Jonathann craque après un an et demi de dénégations. Confronté à ses contradictions, il avoue avoir brûlé partiellement le corps de son épouse après lui avoir porté cinq à dix coups mortels d'une extrême violence au visage et l'avoir étranglée pendant quatre minutes dans la nuit du 27 au 28 octobre 2017. Cet aveu écarte définitivement la thèse d'une complicité, avancée un temps par certains membres de la partie civile,,,.
Paris Match révèle que Jonathann a conservé l'alliance de son épouse portée en pendentif jusqu'à son interpellation en janvier 2018. L'allégation selon laquelle Alexia a enlevé son alliance avant d'aller courir, de peur de la perdre, avait éveillé les soupçons des enquêteurs.
Des zones d'ombre subsistent, notamment sur la préméditation ou sur les traces de sperme, appartenant au meurtrier et retrouvées sur le short de son épouse, qui évoquent un viol post-mortem, ou encore sur la volonté du criminel de calciner le corps de son épouse, après l'avoir tuée.
Le 27 octobre 2019, dans une interview accordée au Parisien, la mère de la victime rapporte que Daval, lors de la reconstitution, lui a demandé des nouvelles de son chat Happy, demande qu'elle a jugée déplacée en de telles circonstances,. Elle témoigne du sentiment de haine qu'elle éprouve désormais envers son gendre et du regret qu'elle nourrit que sa fille ait croisé son chemin, ne cessant de penser aux raisons qu'avait Jonathann pour commettre ce crime.

### Personnalité de Jonathann Daval
Plusieurs experts ont été mandatés tout au long de la procédure pour dresser le profil psychologique et psychiatrique de Jonathann Daval. En synthèse, les psychiatres ont décrit Jonathann Daval comme un homme en retrait, discret, introverti, effacé, souvent infantilisé, immature affectivement,, avec une fonctionnement passif et une tendance à intérioriser les conflits plutôt qu'à les exprimer. Le sujet n'a aucune structure de personnalité perverse ou dominatrice. Il souffre en revanche d'un sentiment de dévalorisation chronique.
Les différentes expertises diligentées dans ce dossier ont été les suivantes.
Un premier rapport psychocriminologique, établi en juillet 2018, avait été commandé par le juge d'instruction peu après la mise en examen de Jonathann Daval. Le rapport, dont les conclusions étaient « sévères », a cependant été annulé à la demande des Conseils de Jonathann Daval car l'expert n'avait jamais rencontré l'accusé en personne. Il s'était uniquement appuyé sur le dossier pénal pour formuler ses conclusions, pratique tout à fait contraire à la déontologie des experts judiciaires (une expertise psychiatrique sans examen direct du patient n'est pas recevable en justice). Rapidement, l'avocat de Daval avait contesté ces descriptions et réagit en dénonçant une « violation du secret de l'instruction » destinée à « discréditer la parole de Jonathann Daval »,.
A l'été 2019, un deuxième expert psychiatrique, le docteur Jean Canterino, a examiné la personnalité de Jonathann Daval. L'expert a souligné la personnalité « de type obsessionnel » de Jonathann Daval, ainsi que son calme. « Chez l'obsessionnel, il y a un refoulement de l'agressivité », a expliqué le psychiatre. L'obsessionnel est un homme « pondéré», « juste», « droit », mais « cette organisation demeure fragile ». Et à tout moment, l'obsessionnel peut craquer : « Il peut y avoir un retour du refoulé et c'est visiblement ce qui s'est produit au moment des faits ». Le spécialiste ajoute que ces troubles remonteraient à son enfance. À 12 ans, à la mort de son père, Jonathann Daval aurait en effet développé des troubles obsessionnels compulsifs de propreté, notamment, « amour de l'ordre, de la propreté, du rangement et persistance de rites de vérification »,,. L'expert ne décèle aucun trouble psychique ou neuropsychique ayant pu abolir ou altérer son discernement au moment des faits, de même qu'aucune « dangerosité psychiatrique ».
Un autre expert-psychiatre précise que Daval ne présente pas d'état dangereux sur le plan psychiatrique, mais qu'il est dangereux sur le plan criminologique. Daval est aussi décrit comme potentiellement « colérique, voire agressif ». Le psychologue évoque une personnalité « très complexe », « un peu caméléon, qui peut devenir manipulatrice ». Randall Schwerdorffer, l'avocat de Daval, n'est pas d'accord avec ces descriptions parce qu'il n'y a pas un élément [patent] dans le dossier qui qualifie son client comme tel,,,,. Il déclare : « Vous avez des expertises qui sont faites par des gens qui ne vivent pas avec Jonathann, qui ne connaissent pas le couple dans son intimité, et qui eux-mêmes à mon sens ont subi la pression médiatique ».
Son immaturité est en revanche un trait souligné par tous les experts psychologues et psychiatres qui l'ont examiné,,. Ceux qui ont rencontré Jonathann Daval ont tous été frappés par son allure juvénile. « Il s’est arrêté de grandir très tôt » note d'ailleurs le Dr Canterino (Jonathann Daval mesure 1m68).
Selon le psychologue clinicien Joffrey Carpentier, entendu comme témoin expert devant la Cour d'Assises de Vesoul, « le sujet présente un fonctionnement psychique centré sur l'évitement du conflit et de l'affirmation de soi, ce qui le pousse à intérioriser ses ressentis jusqu'à la rupture ». Le psychologue ajoute : « Le passage à l'acte semble s'être déroulé dans un contexte de tension conjugale chronique, sur fond d'accumulation silencieuse de frustrations. [...] Il s'agit d'un crime impulsif, dans un moment de décompensation émotionnelle, sans préméditation identifiable ». L'expert a insisté sur le fait que l'accusé n'était ni pervers ni manipulateur au sens psychiatrique, mais un homme très immature, psychologiquement instable, prisonnier de ses émotions.
Le Président de la Cour d'Assises dira, en se fondant sur l'ensemble de ces expertises et en s'adressant à l'accusé : « Ce que les experts décrivent, c'est un homme qui n'a pas su dire non, qui n'a pas su s'affirmer, jusqu'à exploser. Mais ils sont formels : vous saviez ce que vous faisiez ». En effet, l'ensemble des experts diligentés ont conclu que Jonathann Daval ne souffrait pas d'abolition ni d'altération du discernement au moment des faits, ce qui a permis de le juger pleinement responsable de ses actes.
Enfin, une enquête de personnalité est menée. L'enquêteur, qui a interrogé une vingtaine de personnes, n'a recueilli « aucun renseignement négatif sur le comportement de Jonathann Daval avant les faits ». Ses proches le décrivent comme une personne très bien insérée dans la société, un bon sportif, sans problème financier, mais déclarent que son épouse a tendance à le dominer, à réguler son alimentation et à surveiller son emploi du temps, bien qu'il ne s'en soit jamais plaint. Son caractère maniaque sur la tenue de la maison et les tensions au sein du couple liées au désir d'enfant de la victime sont aussi évoquées.
L'enquête fait par ailleurs ressortir que Jonathann Daval avait multiplié les mensonges auprès de son entourage personnel et professionnel, sur son emploi du temps, sur ses relations avec sa famille et sur son état de santé. Il disait à la famille d'Alexia avoir des rapports détestables avec sa mère : sa belle-famille le croyait « quasiment abandonné » et pensait être sa « vraie famille ». En réalité, et sans le dire à personne, Jonathann Daval allait très régulièrement voir sa mère chez qui il pouvait passer jusqu'à deux heures par jour. Il rendait également visite à l'une de ses sœurs, chez qui il allait souvent dormir en prétextant qu'Alexia était dérangée par ses ronflements. Alexia n'avait pas construit de vrai rapport avec la famille de son mari, en raison de la description que ce dernier en avait fait. Jonathann Daval cloisonnait les différentes parties de sa vie de famille, en expliquant notamment à sa mère qu'Alexia lui interdisait d'aller la voir. De même, la sœur de Jonathann n'avait jamais compris pourquoi Alexia, qui habitait à quelques mètres de chez elle, ne venait pas lui rendre visite. Pendant le procès, la sœur d'Alexia commente : « Le mensonge, c’était un art de vivre chez Jonathann, on découvre un caméléon. Quand il est chez nous, il médit sur sa famille et, quand il est dans sa famille, il doit médire de nous. Il ment aux deux. » Dans son travail, Jonathann Daval avait négligé de se rendre à plusieurs rendez-vous avec des clients, ce qui avait conduit son employeur à placer un traceur sur son véhicule professionnel : cet outil a finalement aidé à le démasquer lors de l'enquête. Pour expliquer ses soucis d'emploi du temps, dus à ses longues visites chez sa mère, Jonathann Daval avait menti à son employeur en prétendant avoir des problèmes respiratoires.
Au moment du procès, l'un des experts psychologues ayant interrogé Jonathann Daval explique que ce dernier présente une personnalité immature, marquée par une mauvaise image de lui-même et une incapacité à s'affirmer en tant qu'homme adulte. Au sein de son couple, il est confronté à « l'impossibilité de devenir un homme en devenant lui-même père » en raison de ses problèmes sexuels. L'expert diagnostique chez l'accusé un « faux-self », avec « deux personnalités qui vont coexister sans jamais se croiser » : « C'est comme si Jonathann Daval n'existait pas. Il n'existe qu'en fonction des autres, en miroir aux autres. » Il est capable de se montrer manipulateur avec son entourage pour susciter des « sentiments positifs » envers lui, et montre une « personnalité caméléon » qui « donne à paraître ce qu’on veut qu’il soit » afin de donner la meilleure image possible auprès des autres. Jonathann Daval avait connu auprès de sa mère un « cocon », qu'il a reproduit auprès de sa belle-famille. Cet équilibre était menacé par ses problèmes de couple et il ne pouvait « envisager que l'objet aimé le quitte ». L'accumulation de frustrations et de colères rentrées a pu provoquer un effet « cocotte-minute » qui l'a conduit à devenir violent. Selon ce diagnostic, Jonathann Daval peut, en raison d'une « faille narcissique », avoir « des réactions tout à fait impulsives et non maîtrisées » dès lors qu'il sent qu'une situation lui échappe. Après le crime, son image de veuf éploré lui a permis de continuer d'être « choyé » par ses beaux-parents. Ses dénégations et les fausses accusations qu'il a portées doivent se comprendre, selon l'expert, comme un mécanisme de « déni » : pendant trois mois, il s'est persuadé qu'il n'était pas coupable car « il ne supporte pas que son image soit ternie ». Les preuves réunies contre lui l'ont ensuite conduit à accuser son beau-frère, qu'il percevait comme une sorte de projection de lui-même,.
Par ailleurs, les analyses médicales de Jonathann Daval ont conclu que ses problèmes d'impuissance sexuelle sont d'origine « purement psychologique ».

## Suites juridiques

### Thèse du complot
Le 27 juin 2018, lors d'une audition par un juge d'instruction de Besançon à sa demande, Jonathann Daval modifie sa ligne de défense et revient sur ses aveux : il nie avoir tué sa femme. Il reconnaît avoir été présent sur les lieux, mais accuse son beau-frère Grégory Gay d'avoir étranglé Alexia au domicile de ses parents en tentant de la maîtriser alors qu'elle faisait une crise d'hystérie dans la nuit du 27 au 28 octobre 2017. Jonathann Daval ajoute que la famille aurait cherché à étouffer l'affaire,,,. Il va jusqu'à évoquer un véritable « complot familial » ourdi pour cacher ce drame.
À cette occasion, Me Florand, l'avocat de la famille d'Alexia, dit attendre « avec beaucoup d'impatience » le résultat des expertises psychiatriques et de personnalité de Jonathanh,,. Il confirme par ailleurs qu'il n'a jamais exclu l'éventualité de complicité(s) dans la commission des faits.
Le 23 août 2018, on apprend que Grégory Gay et sa femme (la sœur d'Alexia) ont choisi un nouvel avocat pour assurer leur défense et riposter aux accusations portées contre eux par leur beau-frère,.
Le jeudi 29 novembre 2018, Jonathann est interrogé par le juge d'instruction du tribunal de Besançon pendant plus de quatre heures face à ses beaux-parents, son beau-frère et sa belle-sœur. Il maintient intégralement sa version des faits lors de cette audition, continuant d'accuser son beau-frère du meurtre d'Alexia, et évoque toujours la thèse du « complot familial ». Il ajoute même que c'est sa belle-sœur qui lui aurait dicté le document de deux pages sur le déroulement du jour de la disparition de sa conjointe. Les quatre personnes récusent toutes ces accusations,.
Le 25 décembre 2018, l'avocat de Grégory Gay annonce avoir déposé plainte la veille à Gray contre son beau-frère pour dénonciation calomnieuse,, et reproche à l'entourage de Jonathann, famille, amis et avocats, d'avoir défendu et propagé la thèse « folle » du complot.
À la mi-décembre 2019, les parents d'Alexia changent d'avocat pour « problèmes de communication » avec celui-ci, qui se déclare soulagé,,,.
Cette plainte est bientôt suivie de celle des trois autres membres de la famille.

### Accusations de violation du secret de l'instruction

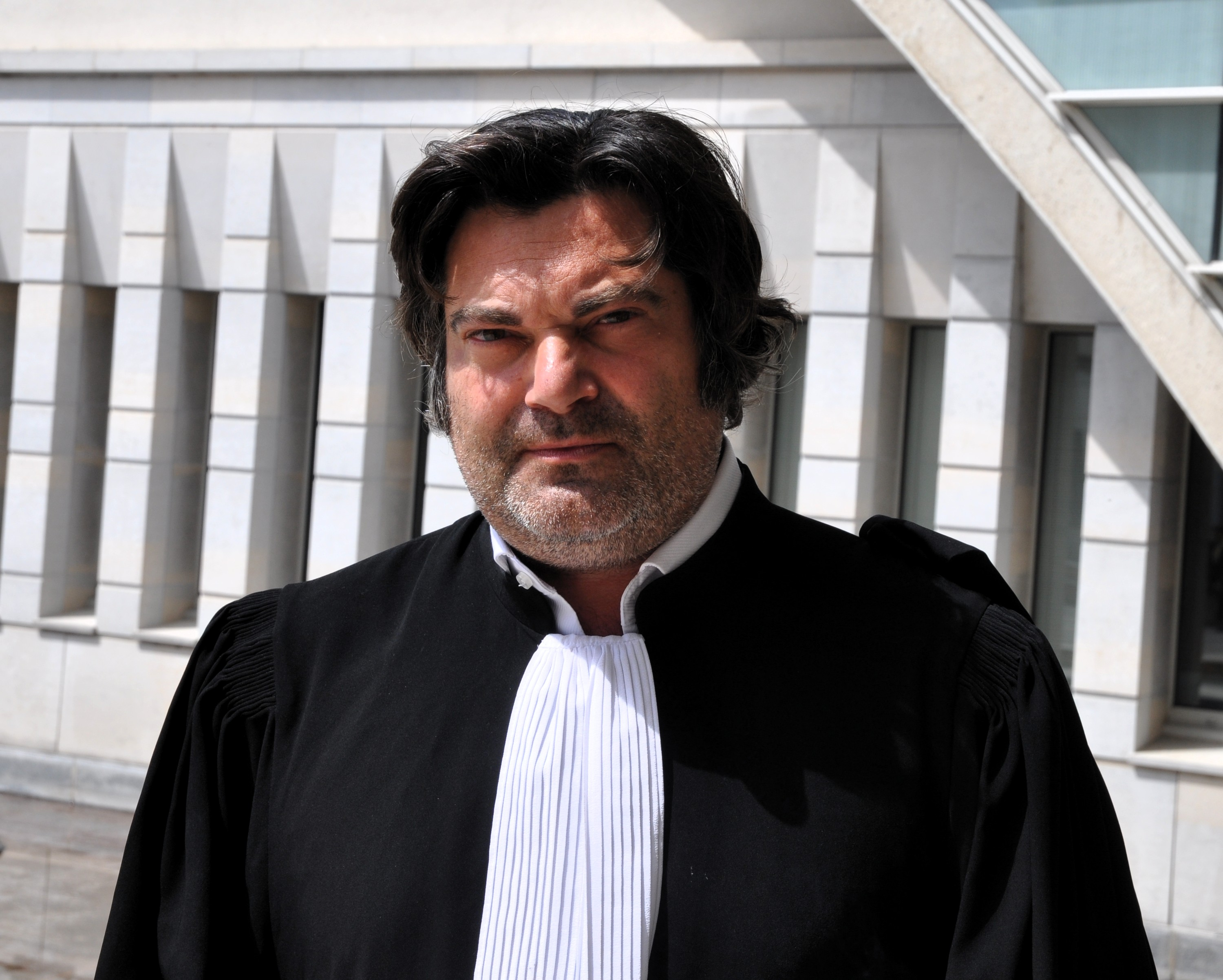
Randall Schwerdorffer, avocat de Jonathann Daval et personnalité du dossier.

Le parquet de Besançon décide le 16 janvier 2019 d'ouvrir une enquête pour violation du secret de l'instruction pour savoir qui a raconté aux journalistes le déroulement des confrontations entre Jonathann et la famille d'Alexia, le 7 décembre 2018. Le conseil de Jonathann Daval estime que le secret de l'instruction est violé plusieurs fois dans cette affaire, notamment au début de l'enquête, sans que la justice n'enclenche de procédures. La plainte ne vise que les faits qui sont rapportés par les médias le jour des confrontations, et non l'ensemble de l'affaire,,.
Le 28 janvier 2019, le journal L'Est républicain révèle que l'avocat de Jonathann Daval, Randall Schwerdorffer, fait l'objet d'une enquête déontologique pour violation du secret de l'instruction lors de la confrontation du 7 décembre ; ce dernier dénonce un acharnement à son égard de la part du procureur de la République du parquet de Besançon Étienne Manteaux,,. Il est relaxé par le conseil de discipline des avocats de l'accusation de viol du secret professionnel le 1er février 2020,.
Le 11 mars 2019, la chaîne de TV régionale France 3 Franche-Comté révèle que le conseil de Jonathann, Randall Schwerdorffer, sera jugé en correctionnelle le 25 mars prochain pour violation du secret professionnel à la suite de l'incident du 7 décembre 2018 pendant la confrontation entre son client et sa belle-famille. Après plusieurs reports, ce procès est dépaysé vers le tribunal de Strasbourg qui, suivant le réquisitoire du procureur général, prononce la relaxe le 8 octobre 2020.

### Qualification des faits
Selon le procureur de la République et ses avocats, Jonathann Daval devrait être jugé plutôt au deuxième semestre 2020, la qualification entre « meurtre sur conjoint » ou « violences volontaires ayant entraîné la mort sans intention de la donner » restant à établir. Le procès de Jonathann Daval expliquerait le mobile de Jonathan et ses sentiments pour Alexia et aussi dans quelles conditions précises Jonathann Daval est passé à l'acte, pour l'avocat des parties civiles. Pour l'avocat de la défense, le procès permettrait de juger si les faits relèvent du meurtre ou de violences volontaires ayant entraîné la mort sans intention de la donner.
Le 19 novembre 2019, le procureur de la République de Besançon annonce la clôture de la procédure d'instruction. L'avocat de Jonathann Daval indique à la presse qu'il pense invoquer l'existence de violences réciproques entre les époux comme ligne de défense,,.
Le 18 décembre 2019, le procureur de Vesoul, Emmanuel Dupic, déclare que Jonathann Daval est poursuivi pour « homicide volontaire par conjoint » et non pour assassinat. La famille de la victime juge cette décision inadmissible, persuadée que Jonathann aurait prémédité son geste,,.
Le 8 janvier 2020, on apprend que Jonathann Daval est bien jugé devant la cour d'assises de la Haute-Saône et du Territoire de Belfort pour « meurtre sur conjoint », un fait passible de la réclusion criminelle à perpétuité.
Le 19 février 2020, l'intéressé doit donc comparaître dans un procès qui devait avoir lieu au printemps, mais pouvait probablement être repoussé « en septembre » selon son avocat. Pour éviter l'angoisse et le stress, et pour préparer son procès, Daval regarde des émissions consacrées à son affaire. Le jour de son jugement et devant 50 personnes, il doit parler de sa vie sexuelle en détail, qui apparemment est le mobile du crime, tandis que son avocat tente de trouver un mobile à ses actes pour défendre son client, mais sans résultat.
Le procès, dans un premier temps, est reporté à mars 2021 en raison de la pandémie de Covid-19,,, puis finalement maintenu dans la période du 16 au 20 novembre 2020.
À la fin du mois d'octobre 2020, on apprend que les avocats de Jonathann Daval ont demandé à la justice que le procès de leur client soit reporté en raison des circonstances et des protocoles sanitaires qui altèreraient, selon eux, la qualité de l'oralité des débats à cause notamment du port du masque obligatoire pour tous les protagonistes présents dans la salle d'audience. Par ailleurs, l'un d'eux, Randall Schwerdorffer, ajoute que Jonathan a de nouvelles révélations à faire lors de son procès.

## Procès de Jonathann Daval

### Déroulement des audiences

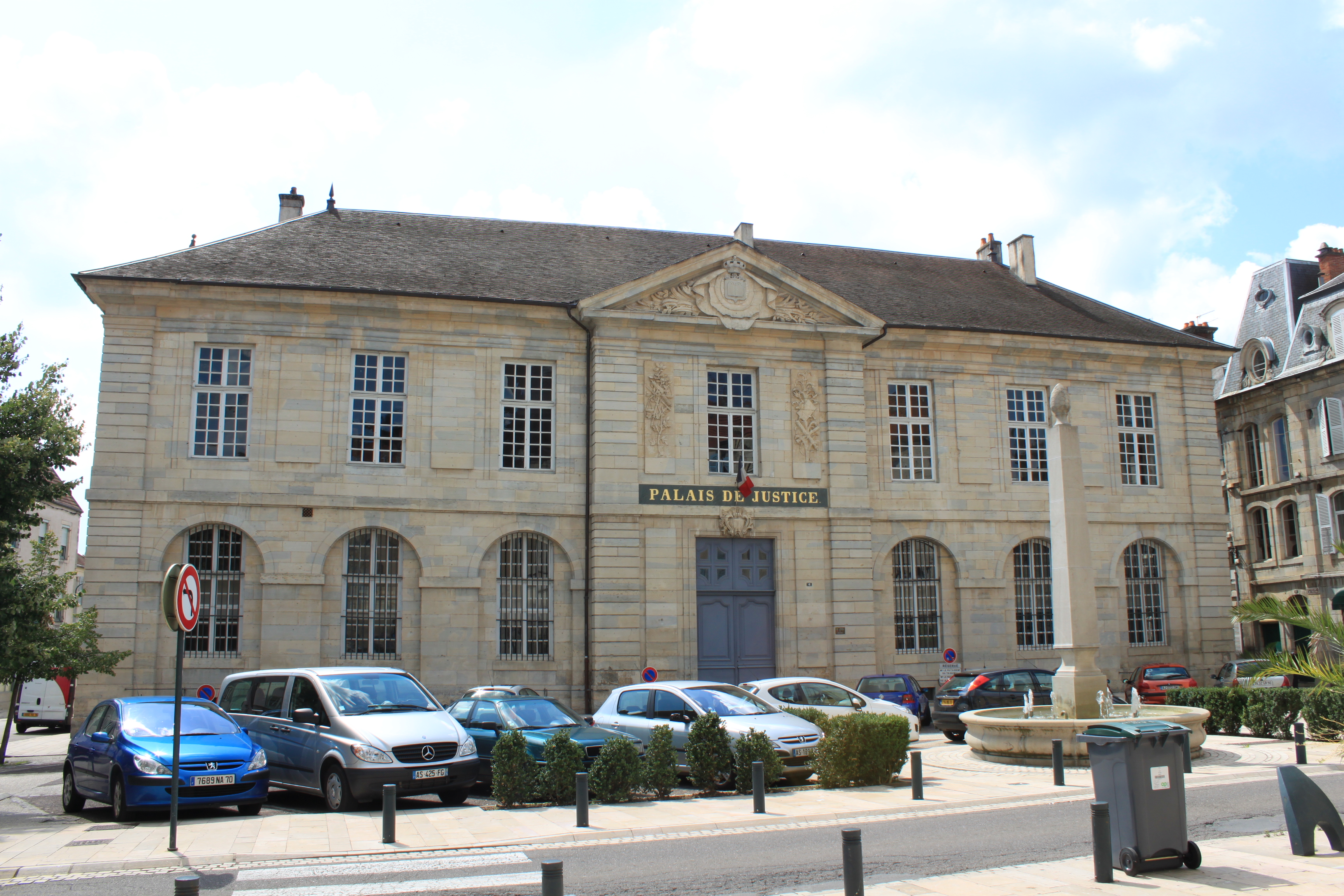
Le palais de justice de Vesoul où le procès de Jonathann Daval s'est tenu en novembre 2020.

Le procès labellisé "Grand Procès" par le ministère de la Justice s'ouvre le 16 novembre 2020 à la cour d'assises de la Haute-Saône et du Territoire de Belfort à Vesoul. Jonathann Daval encourt la réclusion criminelle à perpétuité. La cour d'assises est présidée par Matthieu Husson, conseiller à la cour d'appel de Besançon et ancien vice-président du tribunal de grande instance de Dijon. Les six premiers jurés non récusés, cinq femmes et un homme, après avoir prêté serment, forment le jury de jugement. Ils sont séparés par une vitre de plexiglas à cause de la crise sanitaire.
Dès le premier jour, en réponse à une question du président, Daval reconnait être le « seul impliqué » dans la mort de son épouse. Le magistrat reprend l'ensemble des déclarations du prévenu décrivant successivement un meurtre « accidentel », puis un étranglement, un complot de famille, celles où il admet des gifles, puis des coups, jusqu’à la confession finale. Lors de cette première journée, différents intervenants tels le directeur d'enquête, les gendarmes, un technicien viennent retracer les grandes étapes de cette affaire. Cette première journée a également été l'occasion, pour les parties civiles, d'émettre les hypothèses d'une possible préméditation et d'une relation sexuelle post-mortem. En réponse, la défense fait dire au directeur d'enquête que la préméditation n'est pas établie et que l'autopsie ne révèle aucune trace de violence sexuelle.
Au second jour du procès, les parents de la victime sont confrontés à leur ancien gendre, déterminés à lui demander « le pourquoi de cette horreur ». Le médecin légiste, Antoine Tracqui, détaille chaque ecchymose, chaque brûlure, chaque trace constatées sur le cadavre, estimant qu'Alexia est très probablement décédée des suites d'une asphyxie et écartant l'hypothèse d'une relation sexuelle post-mortem.
Le procès entre dans le vif du sujet avec l'interrogatoire de l'accusé et les dépositions des parties civiles le 18 novembre. Jonathann Daval présente ses excuses à la famille de son épouse et livre sa version de la soirée du 27 octobre 2017 avant d'être pris d'un malaise vagal. L’interrogatoire est intervenu après une journée « très dense émotionnellement et très dure » avec l’intervention des proches d’Alexia, notamment ses parents, Isabelle et Jean-Pierre Fouillot ainsi que la sœur d’Alexia, Stéphanie, et son mari Grégory Gay. L'accusé reconnaît l'intention de tuer. « Quand on étrangle quelqu'un comme ça, c'est pour donner la mort », a répondu Jonathann Daval au président, dans une des rares avancées depuis le début du procès,.
Grâce aux soins prodigués à l’hôpital de Vesoul le procès reprend le lendemain pour un quatrième jour d'audience où sont entendus les avis d'experts judiciaires. Le psychologue Tony Arpin ayant conduit son expertise le 2 juin 2018 et Joffrey Carpentier, psychiatre, ayant rencontré lui aussi l'accusé en juin 2018 alors qu'il n'avait pas encore reconnu les faits, s'expriment devant la cour. Puis vient à la barre Jean Canterino, psychiatre qui a examiné Jonathann Daval le 30 août 2019.
La mère de Jonathann Daval prend la parole au cinquième jour du procès de son fils. Viennent ensuite les auditions des derniers témoins ainsi que celle de Denis Blanc, l'enquêteur de personnalité, ayant interrogé une vingtaine de personnes et n'a recueilli « aucun renseignement négatif sur le comportement de Jonathann Daval, avant les faits ».
Le 20 novembre, un nouvel échange, très tendu, entre Jonathann Daval et Isabelle Fouillot tient en haleine la cour d'assises : Le Point parle d'un moment de « sidération » pour les personnes présentes. Lors de ce face-à-face, Isabelle Fouillot tente à nouveau d'obtenir des explications de la part de son gendre. Jonathann Daval demande pardon à genoux devant sa belle-mère, mais ne parvient pas à en dire davantage sur les raisons de son geste.

### Réquisitoire et plaidoiries
Lors du réquisitoire et des plaidoiries, l'avant-dernier jour et le dernier jour du procès, chaque partie propose aux jurés une thèse, une interprétation des faits qui, selon elle, correspond aux éléments du dossier. Les parties civiles ne demandent pas la réclusion criminelle à perpétuité, l'avocat général la requiert lui au nom du ministère public, quant aux avocats de la défense, ils trouvent les réquisitions complètement en décalage avec les témoignages. Randall Schwerdorffer invite les jurés à ne pas être perméables à l’opinion publique et à ce qui se lit dans la presse.

### Verdict
Reconnu coupable de meurtre sur conjoint par la cour d'assises, Jonathann Daval est condamné le 21 novembre 2020 à vingt-cinq ans de prison sans allongement de la période de sûreté qui, selon l'article 132-23 du code pénal, fait que toute condamnation à au moins dix ans de prison est assortie d'une peine de sûreté de la moitié. Dès le départ, il est donc certain que Jonathann Daval purgera sans aucune réduction de peine 12,5 ans, soit encore près de dix ans à compter de sa condamnation – une fois déduits les trois ans qu'il a déjà purgés en détention provisoire. La période de sûreté empêche toute sortie de prison et tout aménagement de peine. Il repart en détention le soir-même, incarcéré en cellule d'isolement à la maison d'arrêt de Dijon.

## Après le procès
À l’issue du verdict, Ornella Spatafora annonce ne pas faire appel pour son client, celui-ci acceptant la peine,. Le procureur de la République de Vesoul, Emmanuel Dupic, annonce via Twitter que, dans une recherche d'apaisement, il ne fera pas appel de la condamnation à 25 ans de réclusion criminelle de Jonathann Daval pour le meurtre de sa femme Alexia. Jonathann Daval est incarcéré à la maison centrale d'Ensisheim. La famille d'Alexia Daval exprime sa satisfaction au vu de la peine prononcée et fait également part de sa volonté de tourner la page. Jonathann Daval est ensuite transféré en maison centrale pour purger sa peine.
En fonction de la pratique habituelle associée à ce type de peine, il est envisageable que Jonathann Daval puisse entamer des démarches pour obtenir une remise en liberté conditionnelle à compter de juillet 2030.
Un mois après l'énoncé du verdict prononcé contre l'accusé, la presse dévoile que la famille d'Alexia a fait connaître ses demandes en dommages et intérêts qu'elle réclame à Jonathann Daval, pour un montant de 360 000 euros jugé totalement disproportionné par les avocats de la défense,. En mai 2021, Jonathann Daval est condamné à verser 165 000 euros, répartis entre les parents, la sœur, le beau-frère et le neveu de son épouse. Le tribunal reconnaît le préjudice infligé aux proches d'Alexia, mais rejette les demandes portant sur les frais de succession et sur le « préjudice médiatique » subi par la famille Fouillot. La famille d'Alexia, qui estime ce montant insuffisant, fait alors appel du jugement. En juin 2022, la cour d'appel confirme l'essentiel du jugement tout en réduisant légèrement la somme : Jonathann Daval est condamné à payer 160 000 euros de dommages et intérêts.
Les éditions Robert Laffont annoncent la sortie en octobre 2021, d'un livre témoignage intitulé Alexia, notre fille, écrit par le journaliste et producteur de télévision Thomas Chagnaud avec les parents de la victime. Au même moment, Randall Schwerdorffer, avocat de Jonathann Daval, publie aux éditions Hugo Doc Je voulais qu'elle se taise, un livre centré sur la personnalité de son client et sur l'histoire du couple Daval « sous l'angle de la tragédie amoureuse ».
Le 9 novembre 2021, Gaumont annonce vouloir adapter le livre Alexia notre fille coécrit par le producteur Thomas Chagnaud et les parents d'Alexia Daval, sous le format d'une série de six épisodes. En septembre 2022, TF1 diffuse Le Mystère Daval, un téléfilm adapté du livre L'Affaire Alexia Daval, la vraie histoire, publié au début du mois par les journalistes Laurent Briot et Christophe Dubois.
En septembre 2022, le journaliste Dominique Rizet affirme sur BFM TV que Jonathann Daval serait désormais en couple avec un homme, ayant « retrouvé l'amour » en prison avec un codétenu. Le journaliste estime que ce point éclaire d'un jour nouveau les problèmes de couple des époux Daval, alors que pendant le procès aucun élément n'avait évoqué une possible « homosexualité refoulée » du mari,. L'information est largement reprise par les médias français, mais elle est démentie par Jonathann Daval, par l'intermédiaire de sa mère.

## Analyses et critiques

### Sur le contexte
Michel Lejoyeux, professeur de psychiatrie, rappelle que si cette affaire intéresse autant, cela tient au moins en partie au contexte général. Le procès agirait presque comme un facteur de distraction morbide dans un moment où l'actualité est saturée par la pandémie de Covid-19 en France. « C'est l'extrême normalité apparente des protagonistes, parfaitement insérés dans la société, sans antécédents judiciaires, développe le professeur Lejoyeux. Cela facilite le processus d'identification. Nous regardons la famille d'Alexia et devinons l'histoire de ce jeune couple qui s'est délité. Ensuite, nous nous disons qu'en comparaison, ça va quand même mieux chez nous. Il s'agit d'une forme de réassurance par contraste ».

### Sur la médiatisation
Au moment de l'enquête, les déclarations dans les médias de Randall Schwerdorffer, avocat de Jonathann Daval, lui valent de vives critiques. L'avocat explique à l'époque avoir été dépassé et dit craindre d'être sanctionné par sa hiérarchie.
L'avocat général Emmanuel Dupic est revenu sur la folie médiatique qui entoure l'affaire et le procès « Dès le début, dès la découverte du corps, nous avons été victime de cette médiatisation qui avait pour conséquence d'entraver l'enquête. Les multiples violations du secret de l'instruction ont pu nuire à sa résolution. Il faut que le Parlement, nos représentants s'emparent de la question », et de déplorer dans son réquisitoire « Ce procès est d'abord un procès médiatique dans lequel peuvent s'exprimer les parties civiles et la défense ».
Ce déballage et l'exposition médiatique entraînent de vives critiques. Des magistrats et avocats déplorent une justice spectacle. Sophie Obadia, avocate parisienne, s'est dite « effarée » sur CNews par un entretien entre un avocat et sa cliente devant les caméras.
Interrogé à l'issue du procès sur son sentiment, le garde des Sceaux Éric Dupond-Moretti, ancien avocat pénaliste, reconnaît que la couverture médiatique excessive de l'affaire l'a parfois dérangé.
Au moment de la diffusion du téléfilm Le Mystère Daval, la mère de Jonathann Daval proteste contre cette œuvre en déclarant qu'elle prolonge les souffrances de toutes les personnes impliquées dans l'affaire, et qu'elle fait passer son fils pour « une bête de foire ».

### Sur le procès
Durant la semaine du procès, en plus des quarante-et-un médias accrédités qui relatent le procès, nombre de spécialistes commentent et analysent le déroulement de celui-ci. De même, les internautes se livrent à un océan de commentaires et opinions sur les médias sociaux, ce qui illustre la fascination pour cette histoire. Il s'agit du « type même de fait divers dramatique », comme l'a qualifié l'expert psychiatre Daniel Zagury, qui captive et « fait vendre ». BFM TV obtient des audiences remarquées avec ses quatre épisodes de Daval, la série, chacun réunissant environ un million de téléspectateurs et les articles sur le site du Parisien sont consultés par des centaines de milliers de lecteurs. À l'approche du procès, le service public joue aussi la carte Daval (2 millions de téléspectateurs devant Envoyé spécial le 12 novembre) et TF1 enregistre un de ses records historiques (5,31 millions le 15 novembre) pour son Sept à huit concernant l'affaire.
L'émission Crimes et faits divers, la quotidienne de Jean-Marc Morandini entouré d'une équipe de spécialistes (avocats, psychiatres ou psychologues, anciens policiers) en plateau et en visioconférence pour d'autres, analyse chaque jour le déroulement de celui-ci ainsi qu'une soirée spéciale en direct le lundi 23 novembre 2020 à la suite du verdict du procès.

#### Sur la thèse d'une préméditation
Des résidus de médicaments sont retrouvés dans le sang et les cheveux de la jeune femme. Selon Jonathann Daval, son épouse a pris un comprimé le soir des faits ce qui parait « vraisemblable » selon l’expert et si pour le décontractant musculaire « il peut s’agir d’un reste de prescription pris en automédication », reste le mystère du Tramadol.

#### Sur la thèse d'un viol post-mortem
L'avocat Gilles-Jean Portejoie affirme au premier jour du procès « Je pense qu'il y a eu une relation sexuelle après la mort d'Alexia » à cause de la présence de sperme de Jonathann Daval dans le vagin, sur la culotte et le short de sa femme. L'avocate Caty Richard mentionne « l'ecchymose à la marge anale ». « Hémorroïdes ou problème digestif » pour l'hématome et un rapport sexuel trois jours avant les faits sont des explications « compatibles » pour les experts.

### Un symbole des féminicides
Selon de nombreux médias et associations féministes, et pour la famille d'Alexia Daval, cette affaire est devenue un symbole des féminicides,,,.
L'évitement du terme « féminicide » par les médias est critiqué dès les aveux de Jonathann Daval. Selon l'Obs, qualifier de « joggeuse disparue » Alexia Daval « c'est une reprise sans questionnement de la version des faits défendue par Jonathann Daval » et de considérer le sport pour une femme seule comme une activité dangereuse, « que leur place n'est pas dehors à la tombée de la nuit, que leur place n'est pas dehors seule, que leur place n'est pas dehors sans bombe lacrymogène. Le danger est de ne pas voir la violence masculine. De ne voir que des comportements féminins de mise en danger. ». Les qualifications par son avocat de Jonathann Daval comme « seconde victime (…) "à bout" après "une crise de trop" », face à une Alexia Daval à la « personnalité écrasante » sont également condamnées pour transformer un féminicide en accident de « 3-4 secondes de la vie d'un homme ». Et de conclure « il n'y a pas de "joggeuse tuée", il y a un féminicide ». La secrétaire d'État Marlène Schiappa condamne également les propos de l'avocat qui sont pour elle du « victim blaming » car « en disant ça, on légitime les féminicides, on légitime le fait que tous les trois jours, il y a une femme qui soit tuée sous les coups de son conjoint (…) Ce n'est pas une dispute, ce n'est pas un drame passionnel, c'est un assassinat. Je pense qu'il faut arrêter de minimiser les violences conjugales, arrêter de trouver des excuses. Il n'y a rien qui justifie que l'on frappe sa femme ou sa compagne ». Le magistrat et essayiste Philippe Bilger dira pourtant, s'agissant de cette affaire, qu' « on ne peut pas faire une explication d'un crime sans un petit peu se pencher sur le rôle de la victime dans le moment où le pire a été commis ».
Selon l'avocate Isabelle Steyer à l'issue du procès, « C'est à la fois rassurant et intéressant quant à la nouvelle place qui est faite au sein des cours d'assises pour les féminicides ». Pour elle « les courtes peines qui étaient précédemment prononcées (pour les féminicides) ne permettaient pas de mettre l'accent sur la gravité et les conséquences dramatiques que cela causait pour la victime et pour sa famille », avec une moyenne à 7-8 ans, au maximum dix ans. Elle pense que « l'avocat général a voulu exprimer l'idée que ce sont des meurtres qui sont avec circonstances aggravantes parce que l'agresseur connaît tout de la victime. C'est un crime qui va au-delà du meurtre, qui détruit toute l'intimité, toute la famille ». Mais la condamnation a été en deçà de la perpétuité demandée par l'avocat général car ce n'était pas une affaire de meurtrier en série.